# Đà điểu đầu mào phương nam

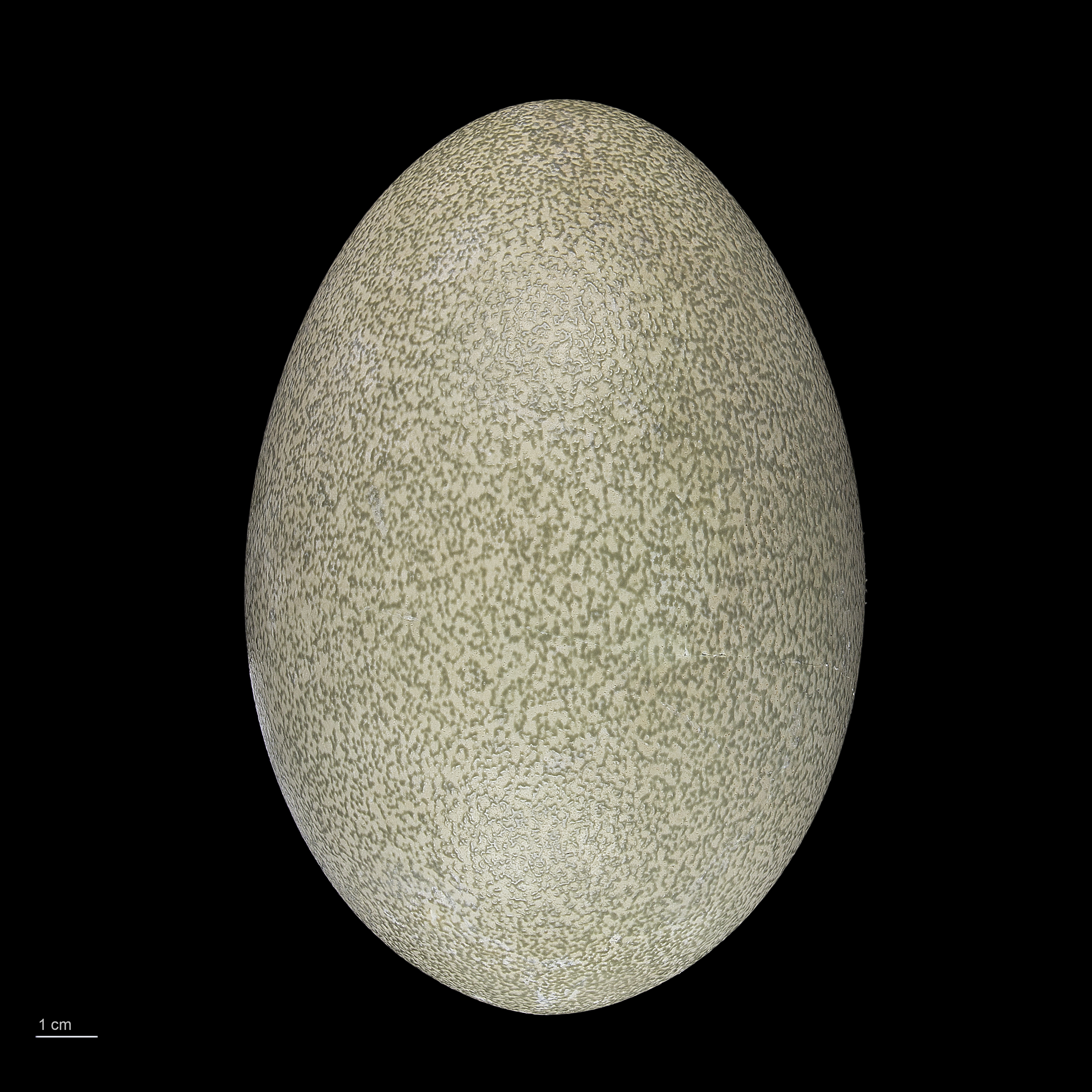
egg of Casuarius casuarius

Đà điểu đầu mào phương nam hay Đà điểu đầu mào hai yếm (Casuarius casuarius) là một loài đà điểu đầu mào trong họ Đà điểu châu Úc.
Đà điểu đầu mào phương nam được tìm thấy tại miền nam New Guinea, đông bắc Australia và quần đảo Aru, chủ yếu tại các khu vực đồng bằng.

## Phạm vi và môi trường sống
Đà điểu đầu mào phương nam là loài đà điểu phân bố ở rừng mưa nhiệt đới Indonesia, New Guinea và đông bắc Úc, và nó thích độ cao dưới 1.100 m (3.600 ft) tại Úc, dưới 500 m (1.600 ft) ở New Guinea.
| Khu vực                      | Dân số          | Xu hướng   |
| ---------------------------- | --------------- | ---------- |
| Nam Papua New Guinea         | không biết      | giảm       |
| Seram                        | không biết      | không biết |
| Quần đảo Aru                 | không biết      | không biết |
| Bắc Úc                       | 1,500 tới 2,500 | giảm       |
| **Vườn quốc gia Paluma       | không biết      | giảm       |
| **McIlwraith                 | 1000+           | giảm       |
| **Vườn quốc gia sông Jardine | không biết      | không biết |
| Tổng cộng                    | 2,500+          | Giảm       |